# Líderes (álbum)
Líderes es el octavo álbum de estudio del dúo puertorriqueño Wisin & Yandel el cual se lanzó el 3 de julio de 2012. El álbum contiene colaboraciones de artistas como Jennifer Lopez, O'Neill, Franco El Gorila y Alberto Stylee.
Cuenta con los sencillos «Follow The Leader» junto a Jennifer Lopez, el cual contó con un video musical filmado en Acapulco, México y fue dirigido por Jessy Terrero. Fue presentada por primera vez durante la final de la temporada 11 de American Idol.
Otros de los sencillos del disco es «Algo Me Gusta De Ti» junto a Chris Brown y T-Pain, el cual también contó con un video musical, este fue filmado en Estados Unidos y dentro del álbum, se encuentra una versión W&Y donde se reemplazan los versos de los raperos estadounidenses por los versos del cantante y compositor puertorriqueño de reguetón Wisin.

## Recepción Comercial
El álbum según Billboard, vendió 10 mil y 15 mil en su primera semána en Estados Unidos y vendió 3,427 copias. El álbum Líderes, vendió 104,449 copias vendidas, ganancias de $ 135,850. ganó un premio Latin Rhythm Albums en Billboard Latin Music Awards.
El álbum fue reconocido por Billboard siendo top 40 de Álbumes latinos de la década del 2010.

## Reconocimiento
| Publicación | Lista                    | Posición |
| ----------- | ------------------------ | -------- |
| Billboard   | (Top Latin Albums 2010s) | 40       |

## Gráficos
| Año (2012)                         | Posición |
| ---------------------------------- | -------- |
| U.S. Billboard Top Latin Albums    | 1        |
| U.S. Billboard Album Sales         | 42       |
| U.S. Billboard Current Album Sales | 42       |
| U.S. Billboard Latin Rhythm Albums | 1        |

## Lista de canciones
- El dúo coescribió cada canción del álbum, junto a quienes trabajaron en las canciones se muestran a continuación.
- La lista de canciones fue confirmada por Universal.

| N.º | Título                                                   | Escritor(es) | Productor(es)                   | Duración |  |
| 1.  | «Tu Nombre»                                              | Marco Masis / Luis O'Neill                                                                                      | O'Neill, Tainy, Chris Jeday     | 4:31     |  |
| 2.  | «Hipnotízame»                                            | M. Masis / L. O'Neill                                                                                           | O'Neill, Tainy & Hyde           | 4:03     |  |
| 3.  | «Algo Me Gusta De Ti» (con Chris Brown & T-Pain)         | L. O'Neill / Chris Jeday                                                                                        | O'Neill, Tainy & Hyde           | 4:36     |  |
| 4.  | «Peligro»                                                | M. Masis / L. O'Neill                                                                                           | O'Neill, Tainy & Hyde           | 3:29     |  |
| 5.  | «No Te Detengas»                                         | Jonas Saeed / Pontus Söderqvist                                                                                 | Saeed, Söderqvist               | 3:46     |  |
| 6.  | «Follow The Leader» (con Jennifer López)                 | Tasha Gayle / Niclas Kings / J. López / J. Saeed / Candace Thorbourne / Nailah Thourbourne / Nyanda Thourbourne | Saeed, Kings, Bory, Chris Jeday | 4:01     |  |
| 7.  | «Una Bendición (Spotlight)»                              | Tony Girakhoo / Henry L. Hill / Ahmad H. Russell / Jamie Sanderson                                              | Sermstyle                       | 4:13     |  |
| 8.  | «Rumba»                                                  | C. Jeday / L. O'Neill / Luis Montes                                                                             | O'Neill, Jedai, Montes & Hyde   | 3:32     |  |
| 9.  | «Prende» (con Franco El Gorila & O'Neill)                | C. Jedai / L. O'Neill                                                                                           | O'Neill, Chris Jeday & Hyde     | 5:02     |  |
| 10. | «Perdón» (con O'Neill)                                   | C. Jedai | Chris Jedai                     | 4:53     |  |
| 11. | «Música buena»                                           | Urbani Mota Cedeño                                                                                              | DJ Urba & Rome, Hyde            | 4:24     |  |
| 12. | «Noche De Carnaval»                                      | C. Jedai / O'Neill                                                                                              | O'Neill, Chris Jeday            | 3:28     |  |
| 13. | «Un Beso»                                                | C.Jedai / O'Neill                                                                                               | O'Neill, Chris Jeday            | 4:38     |  |
| 14. | «Algo Me Gusta De Ti»                                    | C. Jedai / L. O'Neill                                                                                           | O'Neill, Jeday & Hyde           | 4:35     |  |
| 15. | «Vengo Acabando» (con Franco El Gorila & Alberto Stylee) | F. Cortes / Nelson Díaz / Annie Lennox / M. Masis / David A. Stewart                                            | Tainy, Hyde & DJ Nelson         | 3:51     |  |